# Ein hoffnungsvoller Nachwuchskiller
Ein hoffnungsvoller Nachwuchskiller (Originaltitel: Angel’s Dance) ist ein amerikanischer Spielfilm aus dem Jahr 1999 unter der Regie von David L. Corley. Die Hauptrollen in der Actionkomödie spielen James Belushi, Sheryl Lee und Kyle Chandler.

## Handlung
Der Mafioso Vinnie benötigt nach dem Tod einer seiner besten Killer einen Ersatz. Der Profikiller Steve Rosellini soll den unerfahrenen Tony zum Nachfolger ausbilden. Bevor Tony seine neue Aufgabe übernimmt, soll er seine Fähigkeiten zunächst an einem Übungsziel testen. Die Wahl fällt per Zufall auf die psychisch labile Angelica, genannt Angel. 
Angel wird durch einen missglückten Mordversuch von Tony von ihrem eigentlich geplanten Selbstmord abgehalten. Durch den Mordanschlag ist sie nun doch um ihr eignes Leben besorgt und beschließt sich zur Wehr zu setzen. Sie besorgt sich eine Waffe und macht selbst Jagd auf die beiden Auftragsmörder, doch auch ihr Mordversuch scheitert. Während die beiden gegenseitig aufeinander Jagd machen, verliebt sich Tony in Angelica.

## Veröffentlichung
Der Film wurde erstmals auf dem Cinequest Film Festival am 25. Februar 1999 gezeigt. In den meisten Ländern wurde er anschließend direkt auf Videokassette veröffentlicht. In Deutschland wurde er am 16. Juni 2000 erstmals im Fernsehen gezeigt.

## Kritik
„Eine rabenschwarze Actionkomödie, die durch ihre gut aufgelegten Darsteller brauchbare Unterhaltung liefert.“